# Idalus decisa
Idalus decisa là một loài bướm đêm thuộc phân họ Arctiinae, họ Erebidae.